# National Invitation Tournament 1942
El National Invitation Tournament 1942 fue la quinta edición del National Invitation Tournament. La disputaron ocho equipos, celebrándose la competición en el Madison Square Garden de Nueva York. El ganador fue la Universidad de Long Island, que lograba su segundo título tras el conseguido en 1939.

## Equipos
| CCNY                   |
| Creighton              |
| Long Island            |
| Rhode Island           |
| Toledo                 |
| West Texas State       |
| Virginia Occidental    |
| Western Kentucky State |

## Fase final
Cuadro final de resultados.
|  | Cuartos de final       | Cuartos de final       | Cuartos de final       |                        |               | Semifinales   | Semifinales | Semifinales |        |                        | Final                  | Final                  | Final |  |
|  |                        |                        |                        |                        |               |               |             |             |        |                        |                        |                        |       |  |
|  |                        |                        |                        |                        |               |               |             |             |        |                        |                        |                        |       |  |
|  | West Virginia          | West Virginia          | 58                     |                        |               |               |             |             |        |                        |                        |                        |       |  |
|  | West Virginia          | West Virginia          | 58                     |                        |               |               |             |             |        |                        |                        |                        |       |  |
|  | Long Island            | Long Island            | 49                     |                        |               |               |             |             |        |                        |                        |                        |       |  |
|  | Long Island            | Long Island            | 49                     |                        | West Virginia | West Virginia | 51          |             |        |                        |                        |                        |       |  |
|  |                        |                        |                        |                        | West Virginia | West Virginia | 51          |             |        |                        |                        |                        |       |  |
|  |                        |                        | Toledo                 | Toledo                 | 39            |               |             |             |        |                        |                        |                        |       |  |
|  | Toledo                 | Toledo                 | Toledo                 | Toledo                 | 39            | 82            |             |             |        |                        |                        |                        |       |  |
|  | Toledo                 | Toledo                 |                        |                        |               |               |             |             |        |                        |                        |                        |       |  |
|  | Rhode Island           | Rhode Island           | 71                     |                        |               |               |             |             |        |                        |                        |                        |       |  |
|  | Rhode Island           | Rhode Island           | 71                     |                        |               |               |             |             |        | West Virginia          | West Virginia          | 47                     |       |  |
|  |                        |                        |                        |                        |               |               |             |             |        | West Virginia          | West Virginia          | 47                     |       |  |
|  |                        |                        | Western Kentucky State | Western Kentucky State | 45            |               |             |             |        |                        |                        |                        |       |  |
|  | Creighton              | Creighton              | Western Kentucky State | Western Kentucky State | 45            | 59            |             |             |        |                        |                        |                        |       |  |
|  | Creighton              | Creighton              |                        |                        |               |               |             |             |        |                        |                        |                        |       |  |
|  | West Texas State       | West Texas State       | 58                     |                        |               |               |             |             |        |                        |                        |                        |       |  |
|  | West Texas State       | West Texas State       | 58                     |                        | Creighton     | Creighton     | 36          |             |        | Tercer y cuarto piesto | Tercer y cuarto piesto | Tercer y cuarto piesto |       |  |
|  |                        |                        |                        |                        | Creighton     | Creighton     | 36          |             |        | Tercer y cuarto piesto | Tercer y cuarto piesto | Tercer y cuarto piesto |       |  |
|  |                        |                        | Western Kentucky State | Western Kentucky State | 49            |               |             |             |        |                        |                        |                        |       |  |
|  | Western Kentucky State | Western Kentucky State | Western Kentucky State | Western Kentucky State | 49            | 49            |             |             | Toledo | Toledo                 | 46                     |                        |       |  |
|  | Western Kentucky State | Western Kentucky State |                        |                        |               |               |             |             | Toledo | Toledo                 | 46                     |                        |       |  |
|  | CCNY                   | CCNY                   | 46                     |                        |               |               |             |             |        |                        | Creighton              | Creighton              | 48    |  |
|  | CCNY                   | CCNY                   | 46                     |                        |               |               |             |             |        |                        | Creighton              | Creighton              | 48    |  |
|  |                        |                        |                        |                        |               |               |             |             |        |                        |                        |                        |       |  |

| Campeón del NIT 1942                   |
| -------------------------------------- |
| West Virginia Mountaineers 1.er título |